# Мбулузи
Мбулузи, Умбелу́зи или Умбулу́зи — река в Южной Африке. Длина реки около 300 км. Площадь водосборного бассейна — 5400 км². Большей частью течёт на восток по территории Эсватини, нижнее течение в Мозамбике — на северо-восток.
Начинается на восточных склонах Драконовых гор в районе горного массива Силотване на северо-западе Эсватини в округе Хохо около населённого пункта Нгвенья, далее течёт по границе с округом Манзини и пересекает южную часть округа Лубомбо. На государственной границе прорезает горы Лебомбо, поворачивает на северо-восток и выходит на Мозамбикскую низменность в провинции Мапуту, впадая в эстуарий Эшпириту-Санту на западе бухты Мапуту около города Матола.